# Cifras históricas de población judía
El concepto de población judía se refiere al número de judíos en el mundo, algo difícil de calcular, debido a las discusiones constantes de la definición de judío. Todos los datos demográficos dados en este artículo son estimaciones de las fuentes abajo mencionadas.

## Población histórica
Los núcleos de población judíos han cambiado notablemente de ubicación en un plazo de tiempo relativamente corto, debido a las constantes corrientes de refugiados judíos generadas por las persecuciones y las matanzas de judíos, oficialmente permitidas en varios lugares en diversas épocas. El siglo XX determinó un gran cambio en estas poblaciones, debido sobre todo a la persecución en Europa del Este seguida por el Holocausto, las migraciones judías a Estados Unidos, Canadá, Argentina, Brasil, México y Colombia la creación de Israel y el subsiguiente éxodo de judíos del mundo islámico, tanto sefardíes como mizrajíes.

### Época antigua y medievo
| Fecha                                        | Población    |
| Países Bajos                                 | Países Bajos |
| -------------------------------------------- | ------------ |
| 1829                                         | 46 408       |
| 1839                                         | 52 245       |
| 1849                                         | 58 626       |
| 1859                                         | 63 790       |
| 1869                                         | 68 003       |
| 1879                                         | 81 693       |
| Hungría                                      |              |
| 1720                                         | 12 656       |
| 1785                                         | 75 089       |
| 1805                                         | 127 816      |
| 1829                                         | 202 328      |
| 1842                                         | 241 632      |
| 1850                                         | 352 400      |
| 1857                                         | 413 118      |
| 1869                                         | 516 658      |
| 1880                                         | 624 737      |
| 1890                                         | 725 222      |
| Polonia                                      |              |
| Siglo XVI                                    | 200 000      |
| 1659                                         | 100 000      |
| 1764                                         | 315 298      |
| 1816                                         | 212 000      |
| 1825                                         | 341 125      |
| 1826                                         | 368 773      |
| 1828                                         | 384 263      |
| 1856                                         | 563 000      |
| 1868                                         | 764 947      |
| 1875                                         | 860 327      |
| 1882                                         | 1 045 000    |
| 1893                                         | 1 229 000    |
| 1897                                         | 1 333 000    |
| Württemberg                                  |              |
| 1832                                         | 10 670       |
| 1846                                         | 12 356       |
| 1858                                         | 11 088       |
| 1864                                         | 11 610       |
| 1871                                         | 12 245       |
| 1880                                         | 13 331       |
| 1890                                         | 12 639       |
| 1900                                         | 11 916       |
| Fuente: The Jewish Encyclopedia (1901-1906). |              |

Según José Jacobs, en la Jewish Encyclopedia (1901-1906), el Pentateuco contiene varias menciones en cuanto al número de judíos que abandonaron Egipto, los descendientes de los setenta hijos y nietos de Jacob que llevó su residencia a ese país. En conjunto, incluyendo levitas, había 611.730 varones sobre los veinte años de edad, y por lo tanto capaz de llevar armas; esto implicaría una población de unos 3,2 millones. El censo de David dice haber registrado a 1.300.000 varones sobre veinte años de edad, que implicarían una población de unos 5 millones. El número de los exiliados que volvió de Babilonia se cifra en 42.360 personas. Tácito declara que Jerusalén en el momento de su caída albergaba a 600.000 personas, mientras que Flavio Josefo aumenta esta cifra hasta 1.100.000, de los cuales 97.000 fueron vendidos como esclavos, de los que descenderían la mayoría de los judíos europeos. Según Jacobs, éstas parecen ser todas las cifras accesibles de épocas antiguas, y su fiabilidad es motivo de disputas. John William Colenso ha precisado las dificultades que supondrían el paso del Sinaí para un número de 3 millones de desplazados, así como la imposibilidad del área de Jerusalén para albergar a más de 80.000 personas con relativa comodidad.
En las guerras adriánicas, 580.000 judíos fueron esclavizados, según Dión Casio (lxix. 14). Según Theodor Mommsen, en el siglo I había alrededor de un millón de judíos en Egipto (de un total de 8 millones de habitantes) de los cuales unos 200 mil vivían en Alejandría (cuya población total era de 500 mil personas). Adolf Harnack reconoce que había un millón de judíos en Siria en tiempos de Nerón, y 700.000 en la región de Judea, y añade otro millón y medio en otros lugares, estimando por tanto que en el primer siglo había 4,2 millones de judíos en el mundo. Jacobs considera esta estimación probablemente excesiva.
Viendo el número de judíos en la Edad Media, Benjamín de Tudela, hacia el 1170, cuenta en total 1.049.565; pero de ellos 100.000 son atribuidos al imperio Persa y la India, 100.000 a Arabia, y 300.000 a un indescifrable "Thanaim", obviamente meras suposiciones a partir de los judíos del este, con los que no entró en contacto. Había en aquella época probablemente no muchos más de 500.000 en los países que él visitó, y probablemente no más que 750.000 en conjunto. Los únicos datos verdaderos para la Edad Media están con respecto a comunidades judías especiales. La Jewish Encyclopedia provee una tabla de ello.
La Edad Media fue principalmente un período de expulsiones. En 1290, 16.000 judíos fueron expulsados de Inglaterra; en 1306, 100.000 de Francia; y en 1492, unos 200.000 de España. Menores, pero más frecuentes expulsiones tuvieron lugar en Alemania, por lo que a comienzos del siglo XVI solo quedaban cuatro grandes comunidades judías: Fráncfort, 2.000; Worms, 1.400; Praga, 10.000; y Viena, 3.000. Se ha estimado que durante los cinco siglos de 1000 a 1500, se mataron a 380.000 judíos durante las persecuciones, reduciendo el número total en el mundo a cerca de 1.000.000. En los decimosexto y decimoséptimo siglos los principales núcleos de población judía estaban en Polonia y los países del Mediterráneo, excluyendo a España.

### El mundo moderno
De nuevo según Jacobs, Jacques Basnage a comienzos del siglo XVII se estimaba un total de 1.360.000 judíos europeos (askenazíes), pero según un censo de la Primera Partición de Polonia en 1772, los judíos del estado Polaco-lituano eran 308.500. Como éstos formaban la mayor parte, es dudoso que el número total fuera más de 400.000 a mediados del siglo XVIII; y, contando aquellos en las tierras del Islam, el número entero en el mundo en aquella época no habría podido ser mucho mayor de 1.000.000.
Asumiendo esos números razonables el crecimiento en los siguientes siglos fue notablemente rápido. Se comprobó en Alemania por las leyes que limitaban el número de judíos en ciudades especiales, y quizás más atestados; Jacobs cita que allí había 7.951 judíos en Praga en 1786 y 5.646 en 1843, y 2.214 en Fráncfort en 1811.
Chubinsky  dice que en 1840 los judíos del sur de Rusia estuvieron acostumbrados a vivir trece en una casa, mientras que entre la población en general el promedio era solamente de cuatro o cinco. El rápido crecimiento fue debido indudablemente a la corta edad de matrimonio y el pequeño número de muertes de niños en comunidades estables. Los principales detalles conocidos para cualquier longitud del tiempo están para Holanda, Hungría, Polonia, y Württemberg; ver el cuadro.
Jacobs, en la Jewish Encyclopedia, presenta una cierta evidencia de que el aumento de población de religión judía en este período pudo haber excedido al de la población en general, pero comenta también que tales cifras del aumento son a menudo muy engañosas, mientras que pueden indicar no el aumento natural por el exceso de nacimientos sobre muertes, sino por la inmigración. Esto se aplica especialmente a Alemania durante el comienzo del siglo XIX, cuando los judíos de Galitzia y Polonia aprovecharon cada oportunidad para ir hacia el oeste. Arturo Ruppin, escribiendo a fines del siglo XIX, cuando medidas drásticas fueron tomadas para evitar que los judíos rusos se asentaran en Alemania, demostró que el crecimiento de la población judía en Alemania había cesado casi enteramente, debido a la caída del índice de natalidad y, posiblemente, a la emigración. Semejantemente, durante este período, Inglaterra y Estados Unidos mostraron una notable inmigración judía. 
Este crecimiento en números reales fue algo compensado por las conversiones desde el Judaísmo. Mientras que la Halakha (ley judía) dice que un judío que se convierte mantiene su condición de tal, en el clima persecución que prevaleció en gran parte de Europa en este período, la conversión tendía a ser acompañada por una renegación de la identidad judía, y conversión al cristianismo; estos generalmente dejaron de ser considerados parte de la comunidad judía. La Jewish Encyclopedia ofrece algunas estadísticas de la conversión de judíos al protestantismo, catolicismo, y cristianismo ortodoxo - al que llama "Catolicismo griego". El resultado es que unos 2.000 judíos europeos se convertían al cristianismo cada año durante el siglo XIX, pero que en la década de 1890, el número se acercaba a 3000 por año, — 1000 en el Imperio austrohúngaro, 1000 en Rusia, 500 en Alemania, y el resto en el mundo anglosajón. En parte, contrarrestando esto, cerca de 500 eran convertidos al judaísmo cada año, principalmente mujeres cristianas que se casaban con hombres judíos. Para Rusia, Galitzia, y Rumanía, las conversiones estaban disminuidas por la emigración: en el último trimestre del siglo XIX, probablemente 1.000.000 judíos de esta área de Europa emigraron, sobre todo a los Estados Unidos, y también muchos al Reino Unido.
Hacia finales del siglo XIX, las estimaciones del número de judíos en el mundo se calculaban de unos 6.200.000 a 10.932.777. Esto puede ser contrastado con estimaciones de aproximadamente la mitad 60 años antes.
El artículo de la Jewish Encyclopedia en que está basado principalmente, estima sólo 314.000 judíos sefardíes a comienzos del siglo XIX, si bien estudios más recientes tienden a sugerir que esta estimación es baja. La misma fuente da dos estimaciones muy distintas para los Falasha, los judíos etíopes, estimados en 50.000 y 200.000, siendo la primera más cercana a su población actual.

## Población en 1900
La siguiente tabla está basada en una en la Jewish Encyclopedia de 1901-1906, que sitúa estos números en un contexto de distribución de la población en el mundo para ese momento.
|                                         | Hasta 1900 |              |
| Región                                  | Población  | Porcentaje b |
| Mundo                                   | 11 206 849 | 100,0        |
|                                         |            |              |
| América, Total                          | 1 549 621  | 13,8         |
| Norte c                                 | 1 522 500  | 13,5         |
| Central                                 | 2,000      | 0,00         |
| Sur                                     | 26 121     | 0,2          |
|                                         |            |              |
| Europa, Total                           | 8 966 781  | 80,0         |
| Rusia (parte europea) (1897)            | 3 872 625  | 34,6         |
| Polonia (1897)                          | 1 316 776  | 11,7         |
| Austria (Cisleitania, incluye Galitzia) | 1 224 899  | 10,0         |
| Imperio austrohúngaro                   | 851 378    | 7,5          |
| Alemania (1901)                         | 586 948    | 7,5          |
| Turquía a y Rumelia                     | 282 277    | 2,5          |
| Rumania (1900)                          | 269 015    | 2,4          |
| Reino Unido                             | 250 000    | 2,2          |
| Otros lugares de Europa                 | 312 863    | 2,7          |
|                                         |            |              |
| Asia, Total                             | 300 948    | 2,6          |
| Arabia and Asia Menor f                 | 95 000     | 0,8          |
| Región de Palestina                     | 78 000     | 0,6          |
| Cáucaso                                 | 58 471     | 0,05         |
| Persia                                  | 35 000     | 0,3          |
| Siberia (Rusia asiática)                | 34 477     | 0,3          |
| Otros                                   | 51 392     | 0,4          |
|                                         |            |              |
| África, Total                           | 372 659    | 3,3          |
| Norte e                                 | 322 659    | 2,8          |
| Sub Sahariana                           | 50 000     | 0,4          |
|                                         |            |              |
| Oceanía g                               | 16 840     | 0,01         |

a Las regiones asiáticas de Turquía incluían la Turquía europea. Turquía en esta época incluía Mesopotamia, donde había 35.000 judíos en Bagdad, y Adrianópolis tenía 17.000.
b Discrepancias menores debidas al redondeo.
c Estados Unidos y Canadá.
e Incluyendo unos 50,000 de Etiopía
f Excluye Mesopotamia, que se cuenta con la Turquía europea y Rumelia.

## Población actual
Según la Encuesta Mundial de población judía de 2002, el global de la población judía a comienzos de 2002 era de 13.296.100 personas. El mundo judío constituía cerca del 2,19 por 1.000 de la población total del mundo, lo que señala que una de cada 457 personas en el mundo es judía. Según los datos revisados, entre 2001 y 2002 la población judía se estima creció en 44.000 personas, cerca del 0,3 por ciento del total. Según dicha Encuesta Mundial, los mayores centros de población judía son:
|                         | 2002       |              |
| Región                  | Población  | Porcentaje b |
| Mundo                   | 13 296 100 | 100,0        |
|                         |            |              |
| América, Total          | 6 476 300  | 48,7         |
| Norte c                 | 6 064 000  | 45,6         |
| Central                 | 82 035     | 0,6          |
| Sur                     | 400 800    | 3,2          |
|                         |            |              |
| Europa, Total           | 1 558 500  | 11,7         |
| Unión Europea           | 1 034 400  | 7,8          |
| Otros Oeste             | 19 600     | 0,1          |
| Antigua URSS d          | 410 000    | 3,1          |
| Otros Este y Balcanes d | 94 500     | 0,7          |
|                         |            |              |
| Asia, Total             | 5 069 900  | 38,1         |
| Israel h                | 5 025 000  | 37,8         |
| Antigua URSS d          | 25 000     | 0,2          |
| Otros                   | 19 900     | 0,1          |
|                         |            |              |
| África, Total           | 87 200     | 0,7          |
| Norte e                 | 7 400      | 0,1          |
| Sur f                   | 79 800     | 0,6          |
|                         |            |              |
| Oceanía g               | 104 200    | 0,8          |

a 1 de enero.
b Diferencias menores debido al redondeo.
c Estados Unidos y Canadá.
d Regiones asiáticas de Rusia y Turquía incluidas en Europa.
e Incluyendo Etiopía.
f Sudáfrica, Zimbabue, y otros países subsaharianos.
g Australia, Nueva Zelanda.
h Incluyendo unos 370.000 judíos ciudadanos israelíes viviendo en Cisjordania y en los Altos del Golán.

Los países en los que se estima la mayor población judía son, en orden (a fecha de 2006): Israel, Estados Unidos, Francia, Canadá, Reino Unido, Rusia, Argentina, Alemania, Brasil, Australia y México

## Citas
1. ↑  (Ausbreitung des Christentums, Leipzig, 1902)
2. ↑  Jewish Encyclopedia - STATISTICS
3. ↑  Heinrich Grätz, Geschichte der Juden x. 29.
4. ↑  Globus, 1880, p. 340
5. ↑  Jewish Encyclopedia - STATISTICS
6. ↑  Encyclopædia Britannica, 1881
7. ↑  American Jewish Year-Book, 1904-1905
8. ↑  Jewish Encyclopedia - STATISTICS